# 杜來鳳
杜來鳳，山西武鄉縣人，清朝政治人物，同进士出身。

## 生平
明崇禎十五年（1642年）壬午科山西鄉試，清順治三年（1646年），登进士，授蒲臺縣知縣，補江寧縣知縣。